# 六鹿正治
六鹿 正治（ろくしか まさはる、1948年 -　）は、日本の建築家。日本設計代表者・代表取締役社長執行役員。日本建築学会理事。京都市中京区出身。

## 略歴
1971年、東京大学工学部建築学科卒。1973年同大学院修士課程修了。フルブライト奨学生として、プリンストン大学大学院進学。1975年、同大学院修士課程修了。
ニューヨークのエーブレス・シュワルツ都市計画事務所、槇総合計画事務所を経て、1978年、日本設計事務所（現・株式会社日本設計）に入社。2006年から代表取締役社長、2013年から取締役会長。グッドデザイン賞の茨城県市町村会館、日本建築学会賞、BCS賞の新宿アイランドタワー、グッドデザイン賞の汐留シティセンターB街区、日経ニューオフィス賞、グッドデザイン賞の松下電工東京本社、ほか日本橋三井タワー、マブチモーター本社、小金井カントリー倶楽部などの設計に携わる。

## 訳著
- SD選書『建築鑑賞入門』 W.W.コーディル、W.M.ペニヤ、P.ケノン共著
- SD選書『アーキテクト : 建築家とは何か R.ルイス 著 1990
- 『街並をつくる道路』ジム・マクラスキ- 著, 鹿島出版会 1984
- 『チームによる建築 : 建築に成功する121の方法』W.W.コ-ディル 著, 鹿島出版会 1987
- 『アーバン・デザインの手法 ジョナサン・バーネット 著, 鹿島出版会 1977

## 著書等
- 《2001年宇宙の旅》の不可解な板か,あるいはクイーンズ・セメトリーの墓碑か (ニューヨークのアール・デコ<特集>) 鹿島出版会 1983年
- 紙一重でイノヴェーター (表層の魔術-コーン,ペダーソン,フォックスの最新プロジェクト) 鹿島出版会 1984年11月
- 近代建築 - 外装デザイン覚え書 (如水会館〔設計・三菱地所第2建築部・日本設計事務所〕)近代建築社 1983年3月号
- 鼎談 温暖化対策に向けた中長期ロードマップ (環境特集-温暖化対策に向けた中長期ロードマップ)近代建築社
- 新建築-Smokers' style competition 2007 テーマ座談会 新建築社
- 新建築/月評-1998年担当